# Fekete Sándor (író)
Fekete Sándor (álnév: Hungaricus) (Miskolc, 1927. február 11. – Budapest, 2001. június 11.) író, újságíró, irodalomtörténész, a Digitális Irodalmi Akadémia tagja.

## Élete
1945-től a Győrffy-kollégium tagjaként a budapesti Pázmány Péter Tudományegyetem magyar–olasz szakán (ma: Romanisztika Intézet) tanult. 1947–1948-ban a Vasvári Akadémia titkára, majd 1948–1949-ben a Petőfi Politikai Tisztképző Akadémia, a Pedagógia Főiskola, valamint a Gyógypedagógiai Főiskola tanára. 1949-től egyetemi tanulmányait abbahagyva a Pártfőiskolán tanult. 1952–1953-ban az Új Hang szerkesztője, 1951–1956 között a Szabad Nép munkatársa, rovatvezetője, 1952-től a szerkesztőbizottság tagja.
1956-ban az ELTE magyar tanszékének munkatársa. 1957–1958-ban az MTA Irodalomtörténeti Intézetében dolgozott. A forradalom utóvédharcaiban vállalt szerepe és a Hungaricus álnéven megjelent írásai miatt 1959-ben a Mérei-perben 9 évi börtönbüntetésre ítélték. 1963-ban amnesztiával szabadult. 1975-ig az Irodalomtudományi Intézet tudományos ügyintézője. 1976–1977-ben az Új Tükör szerkesztője, 1986-ig szerkesztője, majd 1989-ig főszerkesztője. 
Írásaiban rendszeresen bírálta a demokratikus ellenzéket. 1988-ban az Új Március Front egyik alapító tagja. Több könyvében foglalkozott a reformkor irodalmával és Petőfi Sándor életével. Szatirikus hangvételű színműveit, vígjátékait több budapesti színház is bemutatta.

## Művei
- Ifjúság (1946)
- Kamaszhangok (1945)
- Magyarok (1945)
- A márciusi fiatalok (1950)
- Vasvári Pál (1951)
- Petőfi a segédszerkesztő (1958)
- Haza és haladás (1966)
- Széchenyi István (1968)
- Petőfi a vándorszínész (1969)
- Folyosói szümpozion (1970)
- Kossuth Lajos (1970)
- Az emberevő komédiája, avagy őserdei szimpozion (1971)
- Így élt a szabadságharc költője (1972) Online elérhetőség
- Petőfi romantikájának forrásai (1972)
- A nagy francia forradalom (1972)
- Mezítláb a szentegyházban (Cikkek Petőfiről és kortársairól) (1972)
- Borostyán a vándorszínész (1973)
- Petőfi Sándor életrajza I. (1973)
- Így élt Napóleon (1975)
- Számadás az ünnepről (1975)
- A kamasz álma (1984)
- Sajtó és szabadság (1986)
- 1956 (1986)
- Az 1956-os felkelés okairól és tanulságairól (1989)
- Gyermekkorom csendőrországban. Rapszódikus töredék; szerzői, Budapest, 1991 (Z-füzetek)
- A költő kardjai (Petőfi a forradalomban) (1992)
- "...agyon akart verni a magyar nép" (Adalékok Petőfi választási megbuktatásához) (1995)
- Egy bűnös szatíra (1995)
- Eine sträfliche Satire. 1957-58 verfasst von Sándor Fekete, 1959 vom Obersten Gericht verurteilt, 1995 vom Autor veröffentlicht (Egy bűnös szatíra); németre ford. Hannelore Schmör-Weichenhain; Kortina, Budapest–Wien, 2006
- Vácott voltam Afrikában. Emlékeim az 1956 utáni terrorkorszakból; szerzői, Budapest, 1996
- Petőfi forradalma. Egy magyar história, lírával és polémiával; szerzői, Budapest, 1998
- Eine sträfliche Satire / 1957-58 verfasst von Sándor Fekete, 1959 vom Obersten Gericht verurteilt, 1995 vom Autor veröffentlicht (Egy bűnös szatíra); németre ford. Hannelore Schmör-Weichenhain; Kortina, Budapest–Wien, 2006

## Díjai, elismerései
- Partizán Érdemrend (1945)
- Magyar Szabadság Érdemrend bronz fokozata (1947)
- A Magyar Történelmi Társulat első díja a centenáris pályázat alkalmából (1950)
- József Attila-díj (1973)
- A Művészeti Alap Irodalmi Díja (1980)
- A Munka Érdemrend arany fokozata (1981)
- Rózsa Ferenc-díj (1984)
- A Magyar Népköztársaság Állami Díja (1985) – Petőfi-kutatásaiért, valamint szerkesztői, publicisztikai munkásságáért.
- Aranytoll (1993)
- Magyar Lajos-díj (1994)